# 蒙特利尔旧港
蒙特利尔老港（法語：Vieux-Port de Montréal）位于加拿大蒙特利尔老城，沿圣劳伦斯河延伸2 km（1.2 mi）。它是由法国毛皮贸易商开辟于1611年。
1976年，蒙特利尔的港口活动向东迁移到今天的蒙特利尔港。
1990年代初，老港重新开发，由建筑师Aurèle Cardinal和彼得·罗斯指导。今天这里是娱乐和历史区，每年吸引600万游客。

## 景点
历史悠久的旧港为蒙特利尔人和游客提供了各种活动，包括蒙特利尔科学中心、IMAX剧院和蒙特利尔钟楼，还有河滨步道，出租自行车、旱冰、四轮车、踏板和电动平衡车。在圣劳伦斯河的岸边，还有老蒙特利尔摩天轮。它也位于拉欣运河的东端，那里也成了自行车、旱冰和游船的热门目的地。文化活动包括Festival Montréal en lumière、Igloofest和Matsuri Japon节。大约每两年，太阳马戏团推出一个新的节目。
2012年6月，在蒙特利尔钟楼旁，开放了一片城市沙滩，称为钟楼沙滩（Plage de l'Horloge）。
老港也被称为大蒙特利尔地区最著名的捕鱼点之一。一个受欢迎的岸上捕鱼位置是阿弗尔城公园（Parc de la Cité-du-Havre），这里的捕鱼点有很多种类的鱼。在冬天，在旧港的冰上举行冰上钓鱼活动。
蒙特利尔大摩天轮（Grande roue de Montréal）于2017年在老港开业以为纪念蒙特利尔建城375周年。它是加拿大最高的摩天轮。

## 管理
老港由蒙特利尔老港公司管理。老港公司虽然是加拿大土地公司的子公司，却直接向政府负责。